# トランクイリティ・ベース・ホテル・アンド・カジノ
「トランクイリティ・ベース・ホテル・アンド・カジノ」（Tranquility Base Hotel & Casino）は、イギリスのロックバンド、アークティック・モンキーズのアルバム。2018年5月11日に世界同時発売された。UKチャート1位、USチャート8位を記録。

## 概要
アルバムに収録されている曲のほとんどが、バンドのフロントマンであるアレックス・ターナーによってスタインウェイのピアノを用いて作曲された。

## 収録曲
全11曲収録
1. Star Treatment
2. One Point Perspective
3. American Sports
4. Tranquility Base Hotel & Casino
5. Golden Trunks
6. Four Out Of Five
7. The World’s First Ever Monster Truck Front Flip
8. Science Fiction
9. She Looks Like Fun
10. Batphone
11. The Ultracheese